# Xyphosia punctipennis
Xyphosia punctipennis är en tvåvingeart som beskrevs av Friedrich Georg Hendel 1927. Xyphosia punctipennis ingår i släktet Xyphosia och familjen borrflugor. Inga underarter finns listade i Catalogue of Life.